# Премія ЮНЕСКО імені Хосе Марті
Міжнародна премія імені Хосе Марті — культурна премія, названа іменем кубинського революціонера, героя боротьби за незалежність, мислителя та поета Хосе Марті.

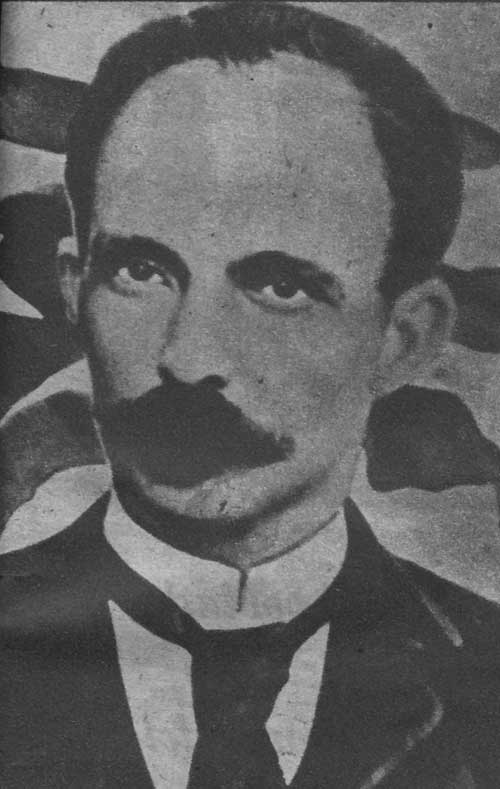
Хосе Марті

Премія вручається ЮНЕСКО кожні два роки. Перше нагородження відбулось 1995 року, на відзначення століття з дня смерті Хосе Марті. Премія також має грошову винагороду (нині становить $5,000).

## Лауреати
2005
Уго Чавес — президент Венесуели;
2003
Пабло Гонсалес Касанова — мексиканський соціолог, колишній ректор Національного автономного університету Мексики.
2001
нагородження не проводилось
1999
Освальдо Гуайасамін — еквадорський художник.
1995
Келса Альберт Батіста — домініканський історик, проректор католицького університету Санто-Домінго.